# Zubby Michael
Pour les articles homonymes, voir Michael.
 (septembre 2024).
 (septembre 2024).
La mise en forme du texte ne suit pas les recommandations de Wikipédia : il faut le « wikifier ».
Les points d'amélioration suivants sont les cas les plus fréquents :
- Les titres sont pré-formatés par le logiciel. Ils ne sont ni en capitales, ni en gras.
- Le texte ne doit pas être écrit en capitales (les noms de famille non plus), ni en gras, ni en italique, ni en « petit »…
- Le gras n'est utilisé que pour surligner le titre de l'article dans l'introduction, une seule fois.
- L'italique est rarement utilisé : mots en langue étrangère, titres d'œuvres, noms de bateaux, etc.
- Les citations ne sont pas en italique mais en corps de texte normal. Elles sont entourées par des guillemets français : « et ».
- Les listes à puces sont à éviter, des paragraphes rédigés étant largement préférés. Les tableaux sont à réserver à la présentation de données structurées (résultats, etc.).
- Les appels de note de bas de page (petits chiffres en exposant, introduits par l'outil «  Source ») sont à placer entre la fin de phrase et le point final[comme ça].
- Les liens internes (vers d'autres articles de Wikipédia) sont à choisir avec parcimonie. Créez des liens vers des articles approfondissant le sujet. Les termes génériques sans rapport avec le sujet sont à éviter, ainsi que les répétitions de liens vers un même terme.
- Les liens externes sont à placer uniquement dans une section « Liens externes », à la fin de l'article. Ces liens sont à choisir avec parcimonie suivant les règles définies. Si un lien sert de source à l'article, son insertion dans le texte est à faire par les notes de bas de page.
- La présentation des références doit suivre les conventions bibliographiques. Il est recommandé d'utiliser les modèles {{Ouvrage}}, {{Chapitre}}, {{Article}}, {{Lien web}} et/ou {{Bibliographie}}. Le mode d'édition visuel peut mettre en forme automatiquement les références.
- Insérer une infobox (cadre d'informations à droite) n'est pas obligatoire pour parachever la mise en page.

Pour une aide détaillée, merci de consulter Aide:Wikification.
Si vous pensez que ces points ont été résolus, vous pouvez retirer ce bandeau et améliorer la mise en forme d'un autre article.
Azubuike Michael Egwu,, connu professionnellement sous le nom de Zubby Michael né le 1er février 1985 Anambra est un acteur et producteur de cinéma nigérian,. Il est connu pour ses rôles dans Three Widows, Royal Storm et Professional Lady. Sa première apparition est dans le film intitulé Missing Rib mais connu pour Les trois veuves où il joue le rôle principal.

## Biographie

### Vie et Carrière
Zubby est né le 1er février 1985 dans l’État d’Anambra. Il a fréquenté l’université Nnamdi Azikiwe où il a obtenu un diplôme en communication de masse.
Il a commencé à jouer très jeune à Yola, la capitale de l’État d’Adamawa. Sa première apparition dans un film a été dans le titre Missing Rib, mais il est devenu populaire pour son rôle principal dans The Three Widows. Zubby est apparu dans plusieurs autres films.

### Carrière politique
Le 25 novembre 2019, il a été nommé à un poste politique en tant que conseiller spécial pour les médias auprès du gouverneur de l’État d’Anambra, Willie Obiano (en),. Il a reçu un certificat de reconnaissance pour sa contribution à l’initiative d’autonomisation des jeunes de la radio 89.7 FM de la ville dans l’État d’Anambra.

## Récompenses et nominations

### Prix d'interprétation
| Année | Récompenses                        | Catégories                                  | Résultat   |
| ----- | ---------------------------------- | ------------------------------------------- | ---------- |
| 2019  | City People Movie Awards           | Best Actor of the Year (Igbo)               | Nomination |
| 2019  | City People Movie Awards           | Best Actor of the Year (English)            | Nomination |
| 2019  | Nigeria Achievers Awards           | Best Lead Actor of the Year (English)       | Nomination |
| 2019  | South South Achievers Awards (SSA) | Male Actor of the Year                      | Nomination |
| 2018  | South East Entertainment Award     | Movie icon of the year                      | Lauréat    |
| 2018  | City People Movie Awards           | Best Actor Of The Year (English)            | Nomination |
| 2015  | Nigerian Entertainment Award       | Actor of the Year (Indigenous Films)        | Nomination |
| 2015  | City People Movie Awards           | Best Supporting Actor of the Year (English) | Nomination |
| 2014  | City People Movie Awards           | Best New Actor of the Year (English)        | Nomination |
| 2011  | Best Of Nollywood Awards (BON)     | Most Promising Act (male)                   | Nomination |

### Autres récompenses
| Année | Récompenses                            | Catégories                               | Résultat   |
| ----- | -------------------------------------- | ---------------------------------------- | ---------- |
| 2020  | South-East Beauty Pageant Organisation | Best Celebrity Politician of the Year    | Lauréat    |
| 2019  | City People Movie Awards               | Best Igbo Film of the Year (Eze ndi Ala) | Nomination |
| 2018  | The Nigerian MSMEs & Achievers Awards  | Nollywood Personality of the Year        | Lauréat    |

### Pictogrammes
| Année | Nom du Magazine                                    |
| ----- | -------------------------------------------------- |
| 2019  | A New Touch of Africa (spring/summer 2019 edition) |

### Interviews
| Année | Interview             |
| ----- | --------------------- |
| 2021  | KingsPrimeTV          |
| 2019  | BBC news Igbo         |
| 2019  | A New Touch of Africa |

## Filmographie
| Année | Nom                               | Rôle                  | Starring                                                               |  |
| ----- | --------------------------------- | --------------------- | ---------------------------------------------------------------------- |  |
| 2023  | The Bride Price                   | Aloysius              | Akinola Akano, Adebayo Davies                                          |  |
| 2022  | Brotherhood                       | Poison                | Mercy Aigbe, Roland Akande                                             |  |
|       | The Wildflower                    | Johntana              | avec Toyin Abraham, Mojisola Adebanjo, Joy Adeyemi                     |  |
| 2021  | Bloody Doings                     | Ugonna                | Starring Jerry Amilo                                                   |  |
|       | Ponzi                             | Charles               | avec Anne Annex, Adebowale Adebayo                                     |  |
|       | My Village People                 | Bishop Divine         | avec Sophie Alakija, Fares Boulos, Nkem Owoh                           |  |
| 2020  | Omoghetto:The Saga                | Azaman                | Mercy Aigbe, Yewande Adebayo                                           |  |
|       | Identical Twins                   |                       |                                                                        |  |
|       | Bad Omen                          |                       |                                                                        |  |
|       | Burial Battle                     |                       |                                                                        |  |
|       | Audio Money                       |                       |                                                                        |  |
|       | Egg of love                       |                       |                                                                        |  |
| 2019  | The Return of Dangote             |                       |                                                                        |  |
| 2019  | Our Father's Property             | Ebuka                 |                                                                        |  |
| 2019  | Dying of Thirst                   | Uzor                  |                                                                        |  |
| 2019  | Blood Feud                        | Reuben                |                                                                        |  |
| 2019  | Children obey your parents        | Azubuike              |                                                                        |  |
| 2019  | Hunchback Princess                | Ugo                   |                                                                        |  |
| 2019  | Seed of Greatness                 | Agumba                |                                                                        |  |
| 2019  | A Thousand War                    | Obidi                 |                                                                        |  |
| 2019  | G4 The Money Men                  | Obinwanne             |                                                                        |  |
| 2019  | Flashback                         | Chris                 | Starring Rachael Okonkwo                                               |  |
| 2019  | Seed of Deception                 | Chima                 |                                                                        |  |
| 2019  | Enemy of Progress                 | Uzondu                |                                                                        |  |
| 2019  | Shameless Sisters                 |                       | Starring Lizzy Gold                                                    |  |
| 2019  | Yahoo King                        | King Ezego            |                                                                        |  |
| 2019  | Boy Makes Money                   | Uzodimma              |                                                                        |  |
| 2019  | Son of No Man                     | Nnanna                |                                                                        |  |
| 2019  | The Return of Eze Ndi Ala         | Eze                   | Starring Ken Erics, Rachael Okonkwo                                    |  |
| 2019  | Afraid to Fall                    | James                 |                                                                        |  |
|       | Pains of the Orphan               | Prince Chimaobi       |                                                                        |  |
| 2018  | Throne of Terror                  |                       |                                                                        |  |
| 2018  | Sound of Calamity                 | Prince Irudike        |                                                                        |  |
| 2018  | Lack of Money                     | Joshua                |                                                                        |  |
| 2018  | Hunted Bride                      | Prince Ahamefula      | Starring Eve Esin                                                      |  |
| 2018  | Omenka                            | Prince Obieze Nnoruka | Starring Queen Nwokoye                                                 |  |
| 2018  | Yahoo Shrine                      | Jide                  |                                                                        |  |
| 2018  | Bastard Money                     | Lazarus               |                                                                        |  |
| 2018  | Made in South                     | Edozie                |                                                                        |  |
| 2018  | Anayo China                       | Anayo                 |                                                                        |  |
| 2018  | Wasted Authority                  | Collins               | Starring Ngozi Ezeonu                                                  |  |
| 2018  | Youngest Wife                     | Festus                |                                                                        |  |
| 2018  | The one man squad                 | Victor                |                                                                        |  |
| 2018  | Mama                              |                       | Starring Liz Benson                                                    |  |
| 2017  | Eze Ndi Ala in America            | Eze                   | Starring Ken Erics, Rachael Okonkwo                                    |  |
| 2017  | The King of Vulture (Eze K'udene) |                       |                                                                        |  |
| 2017  | Mr Arrogant                       | Arinze                |                                                                        |  |
| 2017  | The Return                        | Igwe Ufuma            | Starring Chacha Eke                                                    |  |
| 2017  | War for love                      | Dennis                | Starring Rachael Okonkwo                                               |  |
| 2017  | Ozoemena Ozubulu                  | Ozoemena              |                                                                        |  |
| 2017  | Adaure, My love                   | Izunna                | Starring Rachael Okonkwo                                               |  |
| 2017  | Sword of Justice                  | Prince Ogugua         | Starring Ken Erics, Ngozi Ezeonu                                       |  |
| 2016  | Family Matters (Akara Ayasago)    | Tony                  | Starring Ebere Okaro                                                   |  |
| 2015  | 1st Hit                           | Gallardo              | Starring Nonso Diobi and Mayor Ofoegbu                                 |  |
| 2015  | The Promise                       | Izu                   | Starring Chacha Eke                                                    |  |
| 2015  | Abba                              | Chibueze              | Starring Queen Nwokoye                                                 |  |
| 2015  | Okada 50                          | Okada 50              | Starring Ebere Okaro                                                   |  |
| 2015  | Compound fools                    | Ossai                 | Starring Kenneth Okonkwo, Yul Edochie Queen Nwokoye and Funke Akindele |  |
| 2015  | My love, my mother's wish         | Ikechukwu             | Starring Rachael Okonkwo                                               |  |
| 2015  | Settle Me                         | Agozie                | Starring Ken Erics, Ngozi Ezeonu                                       |  |
|       | The Struggle                      | Alfred                | Starring Kelvin Books Ikeduba                                          |  |